# Молитва за Украјину
Молитва за Украјину (укр. Молитва за Україну) патриотска је духовна химна Украјине. Текст је написао украјински тумач, писац и педагог Олександар Кониски, а музику Микола Лисенко, украјински композитор, пијаниста, диригент и етномузиколог. Национални значај је добила када су је хорови изводили током украјинског рата за независност 1917. године. Молитва за Украјину је требало да буде званична духовна химна Украјине. Током црквених служби коришћена је као одговор на инвазију Русије на Украјину 2022.

## Историја
Олександар Кониски написао је патриотску песму 28. марта 1885. у Кијеву, када је Влада Руске Империје забранила коришћење украјинског језика. Молитва је постала попоуларна почетком 20. века након што су Кирило Стеценко и Олександар Кошиц урадили аранжман за хор. Симболички значај је химна стекла током рата за независност Украјине, а тада су молитву изводили хорови на Тргу Богдана Хмељницког у Кијеву. Певана је на народно-патриотском митингу 20. децембра 1917. године поводом Акта о уједињењу Украјинске Народне Републике и Западноукрајинске Народне Републике 22. јануара 1919. године.

## Текст
| Украјински | Украјински (латиница) | Превод |
| --- | --- | --- |
| Боже великий, єдиний, Нам Україну храни, Волі і світу промінням Ти її осіни. Світлом науки і знання Нас, дітей, просвіти, В чистій любові до краю, Ти нас, Боже, зрости. Молимось, Боже єдиний, Нам Україну храни, Всі свої ласки й щедроти Ти на люд наш зверни. Дай йому волю, дай йому долю, Дай доброго світу, щастя, Дай, Боже, народу І многая, многая літа. | Bozhe velykyi, yedynyi, Nam Ukrainu khrany, Voli i svitu prominniam, Ty yii osiny. Svitlom nauky i znannia Nas, ditey, prosvity, V chystii liubovi do kraiu, Ty nas, Bozhe, zrosty. Molymos', Bozhe yedynyi, Nam Ukrainu khrany, Vsi svoi lasky y shchedroty, Ty na liud nash zverny. Dai yomu voliu, dai yomu doliu, Dai dobroho svitu, shchastia, Dai, Bozhe, narodu I mnohaia, mnohaia lita. | Боже велики, једини, Украјину храни (Чувај нам нашу Украјину), Обасјај слободом и светлошћу, Њено обзорје Светлом наука и знања Нас, ђецу, просветли, У чистој љубави према домовини, Ти нас, Боже, одгоји. Молимо Те, Боже једини, Украјину храни (Чувај нам нашу Украјину), Све своје благослове и милосрђе, Ти на наш народ усмери. Дај му слободу, дај му будућност, Дај добростивога света, срећу, Дај, Боже, народу И многа, многа лета.. |